# Покровская церковь (Тверь)
Церковь Покрова Богородицы (Церковь Покрова Пресвятой Богородицы, Дом Пресвятой Богородицы, Покровская церковь) расположена в Твери на набережной реки Тьмаки (в Затьмачье; адрес: Тверь, набережная Тьмаки, 1).
Церковь относится к Тверской и Кашинской епархии Русской православной церкви, в статусе архиерейского подворья. Настоятель — протоиерей Александр Душенков (07.2019).
Официальный сайт церкви

## История
Церковь построена в 1774 году на излучине реки Тьмаки, в том месте, где она поворачивает на северо-восток перед впадением в Волгу. Во времена Тверского княжества на этом месте находился Афанасьевский девичий монастырь на песках. Деревянная церковь Покрова Пресвятой Богородицы упоминается в писцовых книгах 1626 года, однако, по всей видимости, она была разрушена во время литовского нашествия. В 1723 году монастырь перестал существовать. 
12 июня 1765 на месте разрушенного монастыря заложена каменная церковь, строительство окончено в 1774 году. Строительство велось «тщанием тверского купца Григория Андреева сына Жижина с прихожанами». В течение XVIII—XIX веков церковные сооружения неоднократно перестраивались. Южный придел Афанасия Великого и Казанской Богоматери (1874), равно как и отдельно стоящую колокольню 1885 года постройки спроектировал П. Ф. Фёдоров.
В 1930 годы церковь частично разрушена и в течение нескольких десятилетий использовалась под склады. В 1987 году начаты реставрационные работы, в 1992 году храм передан Тверской епархии и в нём возобновились богослужения. Колокольня так и не восстановлена.
В 90-е годы XX века в Покровской церкви было полное запустение. По сути, храм был создан уже новым поколением верующих, которые пришли в церковь после многих лет безбожия. Храм и прилегающая территория (в границах церковной ограды) переданы Церкви в 1992 году, и тогда же совершена первая Божественная литургия во вновь открытой Покровской церкви на праздник Покрова Божией Матери. Первое время служба совершалась в Афанасьевском приделе.
Расписывал Храм известный иконописец Андрей Запрудный, да так, что и сегодня настенные фрески выглядят не как современные, а как восстановленные. Интересный здесь и иконостас: вроде бы современный, но если приглядеться, то можно увидеть большое количество растительного орнамента. И это не случайно. То, что на первый взгляд кажется просто украшением, на самом деле напоминает о цветущем райском саде. Иконы здесь также выполнены соответственно эпохе начала XVII века. Большую часть иконописных работ осуществила Тамара Яковлевна Козлова, одна из первых учениц школы А. Запрудного.
В 1996 году на праздник Покрова Божией Матери Высокопреосвященнейший Виктор в сослужении духовенства города Твери освятил Престол в приделе Грузинской Иконы Божией Матери, а первая литургия в реставрирующемся центральном Покровском престоле была совершена на праздник Рождества Христова 2000 года. И в это же время было совершено освящение придела во имя Казанской Иконы Божией Матери и святого Афанасия  Патриарха Александрийского.

## Духовенство
- Настоятель храма — протоиерей Александр Душенков
- иерей Сергей Павлов
- иерей Николай Силкин[2]